# Mirosław Śmiałek
Mirosław Śmiałek (ur. 15 lutego 1954 w Sompolnie) – polski pedagog i wojskowy, doktor habilitowany nauk humanistycznych.

## Życiorys
Urodził się w Sompolnie koło Koła, jako syn Stanisława i Zofii. Po ukończeniu szkoły podstawowej uczył się w Liceum Ogólnokształcącym im. Kazimierza Wielkiego w Kole, które ukończył w 1973. W 1978 roku uzyskał tytuł magistra na Wydziale Pedagogicznym Uniwersytetu im. Adama Mickiewicza w Poznaniu. W tym samym roku wypromowany został na stopień podporucznika w Wyższej Szkole Oficerskiej Wojsk Pancernych. W 1988 roku uzyskał doktorat w zakresie nauk humanistycznych, a następnie habilitował się w specjalności nauki o wychowaniu w siłach zbrojnych, kształcenia i wychowania kadr.
Od 1978 pracował w Wyższej Szkole Oficerskiej Wojsk Pancernych w Poznaniu, a po jej rozformowaniu (1993) w tamtejszej Wyższej Szkole Oficerskiej im. Stefana Czarnieckiego. W 1996 został awansowany na stopień pułkownika. Od 2002 pracuje na Uniwersytecie im. Adama Mickiewicza w Poznaniu, na Wydziale Pedagogiczno-Artystycznym w Kaliszu. W latach 2008−2012 pełnił funkcję prodziekana ds. kształcenia i promocji, a w latach 2012–2016 dziekana tego wydziału. W latach 2006−2009 pracował też w Wyższej Szkole Nauk Humanistycznych i Dziennikarstwa w Poznaniu.
W czerwcu 2014 został zawieszony w sprawowaniu funkcji dziekana wydziału w Kaliszu w związku z podejrzeniem popełnienia przez niego „czynu niedozwolonego natury finansowej”, w sprawie tej toczyło się postępowanie w Prokuraturze Rejonowej Poznań Stare Miasto. W listopadzie tego samego roku postępowanie zostało umorzone, a w marcu 2015 Śmiałek został przywrócony na stanowisko dziekana.
Naukowo zajmuje się zagadnieniami przywództwa edukacyjnego w różnych środowiskach, przestrzeni edukacyjnej i edukowanej. Jest autorem 4 monografii i kilkudziesięciu publikacji naukowych z dziedziny pedagogiki.

## Życie prywatne
Żonaty. Amatorsko uprawia sporty ekstremalne, biegi długodystansowe i wspinaczkę górską.

## Odznaczenia
- Złoty Krzyż Zasługi[1]
- Medal Komisji Edukacji Narodowej[1]